# 장수식
장수식(長壽食) 또는 매크로바이오틱스(영어: macrobiotics, macrobiotic diet)는 건강을 위한 식생활법 또는 식사 혹은 식이요법을 말한다. 일본식 표기법은 마크로비오틱(マクロビオティック)이며 한국 마크로비오틱협회에서도 이를 따르고 있다.

## 유래 및 표기
'마크로(macro, 크다.)와 '바이오틱'(biotic, 생명의)이란 고대 그리스어에서 유래된 말로 어원은 고대 그리스의 히포크라테스 때까지 거슬러 올라간다. 그는 질병과 식생활, 환경의 관계를 중요하게 생각하여 건강하게 장수하는 사람을 'macrobios'라고 했다.

## 마크로비오틱의 원칙 및 특징
1. 일물전체(一物全体):  식품을 씨앗, 뿌리, 줄기, 잎, 열매, 껍질을 모두 먹는다.  (우리는 열매만 먹거나, 잎만 먹는 것에 너무나 익숙하다.)
2. 음양조화(陰陽調和): 사람의 몸은 음과 양의 균형으로 이루어져 있다는 동양사상을 식사법에도 적용한다.
3. 신토불이(身土不二): 태어나고 자란 땅과 그 곳의 계절에 맞게 수확된 채소, 과일, 곡식 등을 먹는다.
4. 자연생활(自然生活)

### 식생활의 특징
음양론을 전제로 식재료와 조리의 균형을 생각하는 것이 특징이며, 사쿠라자와 유키카즈의 설을 바탕으로 다양한 분파로 존재하나 아래와 같은 공통점을 지니고 있다. 
- 주식과 부식을 확실히 나누되 현미나 잡곡, 통밀 등을 주식으로 한다.
- 유기농법으로 재배된 채소, 곡물, 콩 등의 농산물을 먹는 것이 바람직하다.
- 설탕 대신 조청, 꿀, 메이플 시럽 등의 감미료를 사용한다.
- 화학조미료나 가쓰오부시는 사용하지 않고 주로 다시마나 표고 버섯을 이용하여 국물을 낸다.
- 소금은 천일염 같은 자연소금을 이용한다.
- 육류나 유제품은 이용하지 않는다. 다만 계란은 회복기 환자에게 사용할 수 있다.

## 같이 보기
- 비건(vegan)
- 채식주의
- 공장형 축산
- 미트릭스
- 패스트푸드 네이션
- 식품안전(food safety)
- 식품과학(food science)
  - 식품공학(food engineering)
  - 식품미생물학(food microbiology)
  - 식품화학(food chemistry)
  - 식품기술(food technology)
- 대사 증후군

## 참고서적
- 마유미의 매크로비오틱 키친 , 니시무라 마유미 (지은이) , 이희건 (옮긴이) , 백년후
- 마크로비오틱 밥상 , 이와사키 유카 ,  비타북스